# Varietät (Hundezucht)
Eine Varietät ist in der Hundezucht eine Einteilung von Hunden innerhalb von Rassen.
Raymond Triquet schlug 1982 für die Varietät folgende Definition vor: „Unterabteilung innerhalb einer Rasse, deren Individuen (die die distinktiven Merkmale dieser Rasse besitzen) zusätzlich ein gemeinsames vererbbares Merkmal, oder mehrere, besitzen, die sie von den anderen Individuen der Rasse unterscheidet (Größe, Farbe oder Beschaffenheit der Hautanhangsgebilde, Tragen des Behangs etc.)“
Die Unterteilung von Hunderassen in Varietäten wurde mit der Rassennomenklatur der FCI 1987 eingeführt. Die Merkmale der Varietäten sind im jeweiligen Rassestandard ausgewiesen. 
In der Fachliteratur, insbesondere in Arbeiten vor 1987, wird zur Unterteilung von Hunderassen auch der Begriff Schlag verwendet.